# Megalodon Rising
Pour les articles homonymes, voir Megalodon (homonymie).
Pour plus de détails, voir Fiche technique et Distribution.
Megalodon Rising, parfois abrégé en Meg Rising, est un film d'action et de science-fiction américain, réalisé par Brian Nowak, sorti en 2021. Il est produit par The Asylum, société célèbre pour ses séries B et ses « mockbusters » qui sortent plus ou moins simultanément avec les blockbusters (films à gros budget) afin de tenter de capitaliser sur leur succès. Megalodon Rising s’inspire de The Meg, déjà imité en 2018 avec Megalodon. L'affiche et le titre français sèment le doute et tentent de faire passer le film pour une suite de The Meg, et ainsi d’attirer le spectateur qui attend impatiemment la véritable suite, The Meg 2: The Trench, alors que ce film réalisé par Ben Wheatley, avec Jason Statham dans le rôle principal, est encore en préparation.

## Synopsis
L’humanité pensait que le mégalodon, le plus grand prédateur aquatique de l’histoire, était éteint depuis 2 millions d’années. C’est faux. Trois mégalodons font leur apparition, au milieu d’une crise géopolitique entre la Chine et les États-Unis pour une question d'eaux territoriales, qui voit les marines des deux pays s’observer, prêtes à s’affronter. Les requins géants, capables d’attaquer et de couler un navire de guerre moderne avec leurs énormes mâchoires, vont aggraver les tensions existantes et risquent de faire dégénérer la crise en une Troisième Guerre mondiale. 

## Distribution
- Tom Sizemore : Commander Moore[1]
- Wynter Eddins[5] : Captain Lynch[2]
- O'Shay Neal[5] : Lieutenant commander Ahearn[2]
- Isidoro Perez : Salles[2]
- Zhan Wang : Capitaine Ping[2]
- Lisa Lee : Tuan[2]
- Chris Grant Wenchell : Samperio[2]
- Freda Yifan Jing[6] : Dr. Lee[2]
- Luke Charles Stafford	: Wilco[2]
- Meg Cashel : Killian[2]
- Eric Guilmette : Ensign Brand[2]
- Elisa Menniti : Dr. Ray[2]
- Martin Chan : Captain Zhang[2]
- Vincent Eclavea Jr. : Technicien sonar[2]
- Adam He : Premier maître Tan[2]
- Melissa Bidgoli : Reporter TV[2]
- Kevin Carney : Maître canonnier[2]
- Landyn Lu : Soldat chinois[2]
- Alessia Marciano : Reporter TV[2]

## Sortie
Le film est sorti en 2021 aux États-Unis. En France, il est sorti le 1er juillet 2022 en vidéo à la demande et en Direct-to-video.